# Elise Eberle
Elise Eberle (Albuquerque, 6 marzo 1993) è un'attrice statunitense, nota soprattutto per il ruolo di Mercy Lewis nella serie televisiva Salem.

## Biografia
Elise Eberle è nata il 6 marzo 1993 ad Albuquerque, New Mexico, negli Stati Uniti come Elise K. Eberle. È la figlia di Fritz Eberle e nipote di Jack Eberle.
La sua carriera ebbe inizio nel 2005 recitando in un cortometraggio diretto da Angie Comer dopo di che recitò in altri cortometraggi e in un paio di film. Ottenne un piccolo ruolo secondario nel film televisivo Lemonade Mouth diretto da Patricia Riggen trasmesso su Disney Channel nel 2011. La sua fama aumentò nel 2014 recitando nel ruolo di Mercy Lewis nella serie televisiva horror Salem.

## Filmografia

### Attrice

#### Cinema
- The Astronaut Farmer, regia di Michael Polish (2006)
- Svalvolati on the road (Wild Hogs), regia di Walt Becker (2007)
- Love N' Dancing, regia di Robert Iscove (2009)
- Tiger Eyes, regia di Lawrence Blume (2012)
- Passione innocente (Breathe In), regia di Drake Doremus (2013)
- As Cool as I Am, regia di Max Mayer (2013)
- Chasing the Devil, regia di Mark Haber (2014)
- A call to Spy, regia di Lydia Dean Pilcher (2019)

#### Televisione
- Lemonade Mouth, regia di Patricia Riggen – film TV (2011)
- Rizzoli & Isles – serie TV, episodio 4x14 (2014)
- Salem – serie TV, 36 episodi (2014-2017)
- The Last Tycoon – serie TV, 3 episodi (2017)
- Shameless –  serie TV, 12 episodio (2019-2021)
- NCIS - Unità anticrimine (NCIS) – serie TV, episodio 20x07 (2022)

#### Cortometraggi
- Confessions of a Reluctant Bra Buyer, regia di Angie Comer (2005)
- Teardrop, regia di Fritz Eberle e Besty Burke (2007)
- Girl Alone, regia di Cary Brooks (2007)
- Breaking, regia di Fritz Eberle (2008)
- A Lucky Break, regia di Fritz Eberle (2009)
- After School, regia di Fritz Eberle (2009)
- Zero, regia di David Victori (2015)
- Actress, regia di Sebastián Pardo (2015)
- American Pride, regia di Tamzin Merchant (2016)
- Like a Racehorse, regia di Clara Aranovich (2017)

#### Video musicali
- Sleep on the floor- The lumineers (2016)

## Doppiatrici italiane
Nelle versioni in italiano delle opere in cui ha recitato, Elise Eberle è stata doppiata da:
- Giulia Catania in Lemonade Mouth
- Eva Padoan in Salem
- Veronica Puccio in The Last Tycoon
- Gemma Donati in NCIS - Unità anticrimine